# Rocchetta di Vara

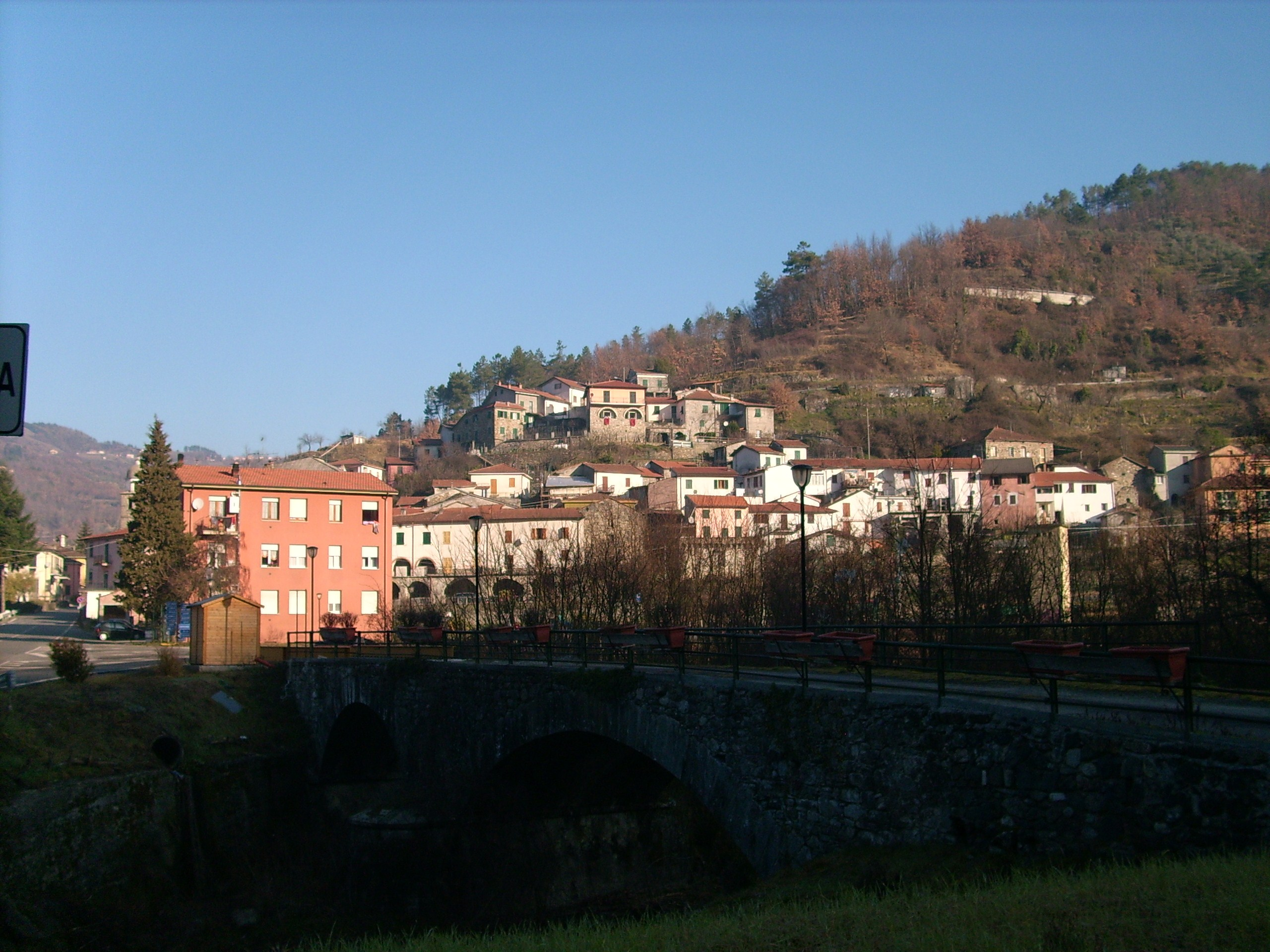

Rocchetta di Vara es una localidad y comune italiana de la provincia de La Spezia, región de Liguria, con 842 habitantes.

## Evolución demográfica
| Gráfica de evolución demográfica de Rocchetta di Vara entre 1861 y 2001 |
|                                                                         |
| Fuente ISTAT - elaboración gráfica de Wikipedia                         |